# Diploptalis
Diploptalis là một chi bướm đêm thuộc họ Crambidae.